# Misch Da Leiden
Misch Da Leiden (Geburtsname Michel Daleiden, * 1948 in Stadt Luxemburg; † 22. August 2024 in Düsseldorf) war ein in Düsseldorf lebender und arbeitender luxemburgischer Maler und Serigrafist.

## Biographie
1968 war seine erste Galerie-Ausstellung in der Ausnahme Galerie Horn in Luxemburg-Stadt. 1969–1970 belegte er in Brüssel an der Kunstakademie La cambre bei Delahaut den Studiengang Monumentale Malerei.
1969 erhielt er den Förderpreis der IV. Biennale des Jeunes in Esch/Alzette (Luxemburg), 1971 den 2. Preis der V. Biennale des Jeunes. Ebenfalls 1969 lernte er die Künstlergruppe Arbeitsgruppe Kunst kennen, namentlich die Künstler Marc Henri Reckinger, René Wiroth, Berthe Lutgen, mit denen er die Aufsehen erregende Ausstellung und das Event Initiative 69 bestritt. Mit der Nachfolge Gruppe GRAP (Groupe de Recherche d’Art Politique) griff er 1972 in Kassel und Düsseldorf im Kontext der documenta 5 mit einer kritischen Broschüre zum Dokumentarthema Realismus in die öffentliche Diskussion ein.
Von 1970 bis 1974 studierte er an der Kunstakademie Düsseldorf. Als Abschlussarbeit malte er die Bilderfolge „Polaroidbilder“, die sich heute im Besitz des Stadtmuseums Düsseldorf befindet.
1975 wurde Misch Da Leiden zum Meisterschüler von Weber ernannt. 1979 war er Mitbegründer des Atelierhauses Postr., wo er eine Serigraphie-Werkstatt aufbaute. 1989 bezog er das Atelier in der Konkordiastr. Düsseldorf.
Sein Werk lässt sich in folgende Perioden unterteilen: mit dem Bild Betrieb II fing 1980 eine experimentelle Phase an, 1986 abgelöst von der neuen Periode der Reliefbilder, deren Anfang das Reliefbild Sportler war. Mit dem Werk Airport fing 1994 sein Personalstil an. Seit 2006 intensivierte sich seine Auseinandersetzung mit der elektronischen Bildverarbeitung.

## Einzelausstellungen (Auswahl)
- 1987: Bildwuchs Stadtmuseum Düsseldorf
- 1987: Vorbild – Nachbild Deltagal Düsseldorf
- 1989: Entfernte Kollegen Mahn- und Gedenkstätte Düsseldorf
- 1989: Schätzchen auf Halde Kunstverein Hattingen
- 1992: Reliefbilder Kunstverein Jülich
- 1993: Stück Werke Bildungsinstitut H. Hansen, Lage-Hörste
- 1996: Bruch Stücke Galerie Niepel, Düsseldorf
- 1999:  Schnelle Schnitte Galerie Niepel, Düsseldorf
- 2006: Einblicke Durchblicke Ausblicke Galerie Friedmann-Hahn, Berlin
- 2007: Das gute Leben? Das gute Leben! Galerie Claudius, Hamburg
- 2012: Bilder, die fehlten, Galerie Friedmann-Hahn, Berlin +
- 2013: Mein E-Malkasten, Künstlerverein Malkasten, Düsseldorf; mit Katalog
- 2017  Kuck Hei, Galerie Schlassgoart Esch-Alzette  Luxemburg

## Veröffentlichungen
- Werknotizen. Texte zu Bilder 1976–2007, MDL 2007.
- Fragmente zu einer Realismus Ästhetik, MDL
- Materialien zu Bilder 72 – 07, MDL Künstlerbuch Eigenverlag, Düsseldorf 2007.
- Gesammelte Texte. MDL 2012.
- Ausgewählte Autobilder, MDL Künstlerbuch
- Mit Kamera & Skizzenblock. Ausgewählte Reisebilder, Künstlerbuch 2011.
- Inkjet Unikate, MDL Künstlerbuch, work in progress
- MasterPlanZeichnungen. Ein Skizzenbuch. MDL Künstlerbuch 2010.

## Illustrationen
- Wichtige Gedichte, Ferdinand Scholz, Grupello Verlag Düsseldorf, Illustrationen von MDL, ISBN 3-928234-58-7, 1990.
- W – Versuch einer Befreiung; Entwicklungsausschnitt. Ein Fotoroman von Thomas Billerbeck, Illustrationen von MDL, unveröffentlichtes Typoscript, 1973.
- 4S, Musik- und CD-Produktion von Musikgruppe 4S, Booklet mittige Illustration von MDL, 2013